# Alfred Vohrer
Alfred Vohrer (né le 21 décembre 1914 à Stuttgart, mort le 3 février 1986 à Munich) est un réalisateur allemand.
Il a réalisé 48 films entre 1958 et 1984, ainsi que 12 épisodes de la série télévisée Le Renard entre 1977 et 1981.

## Filmographie partielle
Cinéma
- 1958 : L'Ange sale (de) (Schmutziger Engel)
- 1958 : Coups de foudre (de) (Meine 99 Bräute)
- 1959 : La Rage de vivre (Verbrechen nach Schulschluß)
- 1960 : Carrousel des passions (de) (Bis dass das Geld Euch scheidet…)
- 1961 : Les Mystères de Londres (Die toten Augen von London)
- 1961 : L'Emprise du passé (de) (Unser Haus in Kamerun)
- 1962 : La Porte aux sept serrures (Die Tür mit den sieben Schlössern)
- 1962 : Le Requin harponne Scotland Yard (Das Gasthaus an der Themse)
- 1963 : L'Énigme du serpent noir (Der Zinker)
- 1963 : Le Foulard indien (Das indische Tuch)
- 1963 : Le Dernier Alibi (Ein Alibi zerbricht)
- 1964 : Toujours au-delà (Wartezimmer zum Jenseits)
- 1964 : Le Défi du Maltais (Der Hexer)
- 1964 : Parmi les vautours (Unter Geiern)
- 1965 : Neues vom Hexer
- 1965 : Old Surehand
- 1966 : Longues jambes, longs doigts (Lange Beine – lange Finger)
- 1966 : Le Bossu de Londres (Der Bucklige von Soho)
- 1966 : Tonnerre sur la frontière (Winnetou und sein Freund Old Firehand)
- 1967 : La Main de l'épouvante (Die blaue Hand)
- 1967 : Le Moine au fouet (Der Mönch mit der Peitsche)
- 1968 : Le Château des chiens hurlants (Der Hund von Blackwood Castle)
- 1968 : La Vengeance du scorpion d'or (Im Banne des Unheimlichen)
- 1968 : Le Gorille de Soho (de) (Der Gorilla von Soho)
- 1969 : L'Homme à l'œil de verre (Der Mann mit dem Glasauge)
- 1969 : Sept Jours de sursis (de) (Sieben Tage Frist)
- 1969 : Sybelle ou Comment le dire à ma fille ? (Herzblatt oder Wie sag ich’s meiner Tochter?)
- 1970 : La Maison jaune (Das gelbe Haus am Pinnasberg)
- 1970 : Enquête sur le vice (de) (Perrak)
- 1971 : Et Jimmy alla vers l'arc-en-ciel (Und Jimmy ging zum Regenbogen)
- 1971 : L'Amour n'est qu'un mot (de) (Liebe ist nur ein Wort)
- 1972 : De la même étoffe que les songes (de) (Der Stoff aus dem die Träume sind)
- 1972 : La Pluie noire (Und der Regen verwischt jede Spur)
- 1973 : Alle Menschen werden Brüder (de)
- 1973 : Dieu protège les amoureux (Gott schützt die Liebenden)
- 1974 : Crime après l'école (de) (Verbrechen nach Schulschluß)
- 1974 : Drei Männer im Schnee
- 1974 : Wer stirbt schon gerne unter Palmen
- 1974 : Seul le vent connaît la réponse (Die Antwort kennt nur der Wind)
- 1975 : Le Roi de l'edelweiss (Der Edelweißkönig)
- 1976 : Seul dans Berlin (Jeder stirbt für sich allein)
- 1976 : Anita Drögemöller und die Ruhe an der Ruhr (de)
- 1976 : La Forêt de nos amours (de) (Das Schweigen im Walde)

Télévision
- 1975-1986 : Inspecteur Derrick
- 1977-1981 : Le Renard
- 1985-1988 : La Clinique de la Forêt-Noire